# Radema infernale
Radema infernale är en nattsländeart som beskrevs av Hagen in Maclachlan 1872. Radema infernale ingår i släktet Radema och familjen Apataniidae. Inga underarter finns listade i Catalogue of Life.